# Лежебоково (Бирский район)
Лежебоково (баш. Лежебоково) — село в Бирском районе Республики Башкортостан Российской Федерации. Входит в состав Осиновского сельсовета. 

## География

### Географическое положение
Расстояние до:
- районного центра (Бирск): 22 км,
- центра сельсовета (Осиновка): 7 км.

## Население
| 2002 | 2009 | 2010 |
| ---- | ---- | ---- |
| 36   | ↗37  | ↘22  |

Согласно переписи 2002 года, преобладающая национальность — русские (78 %).